# Motif structurel

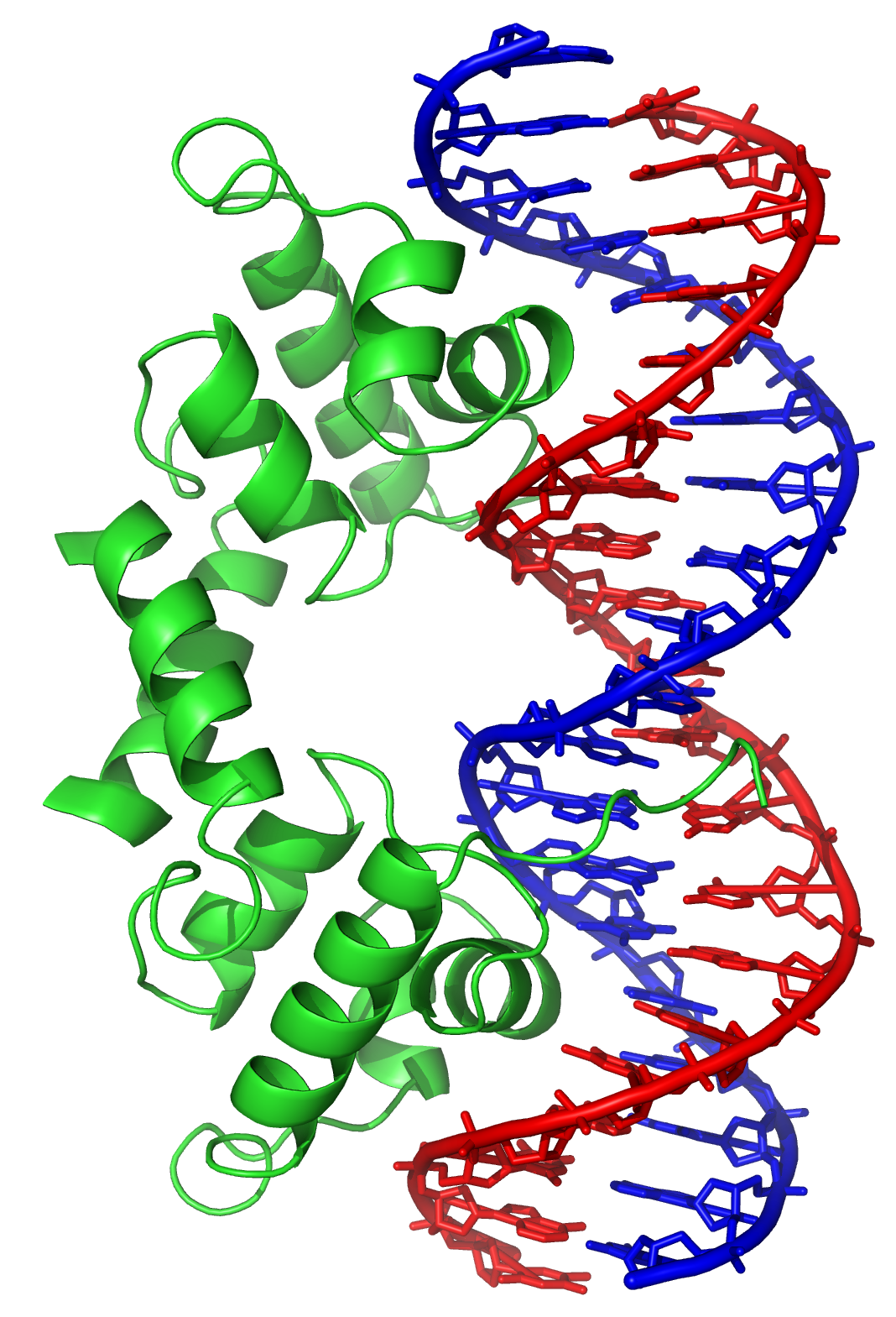
Motif structurel

En biochimie, un motif structurel, également écrit motif structural, est un arrangement tridimensionnel d'au moins deux structures secondaires de biopolymères, tels que des protéines ou des acides nucléiques, ayant une signification fonctionnelle ou faisant partie d'un domaine protéique,.
Les motifs structurels des protéines sont souvent conservés au cours de l'évolution et peuvent être le signe de similitudes fonctionnelles entre protéines partageant un même motif structurel,, ; il n'est cependant pas possible de déduire la fonction biologique d'une protéine sur la base de ses seuls motifs structurels, qui ne sont de surcroît pas toujours directement déductibles de leurs motifs séquentiels.
Des motifs structurels fréquemment rencontrés dans diverses protéines sont par exemple :
- L'épingle à cheveux β ;
- Le motif hélice-boucle-hélice ;
- Le motif hélice-coude-hélice ;
- Le motif en doigt de zinc, etc.

Les motifs séquentiels des acides nucléiques ne conduisent pas nécessairement à des motifs structurels distinctifs : ce peut être le cas pour certains acides ribonucléiques, avec des motifs dits « tige-boucle » (ou en épingle à cheveux) ou « en pseudonœud », mais l'ADN tend à conserver sa structure bicaténaire indépendamment de sa séquence nucléotidique.